# Dance in the key of TV
Dance in the key of TV er en dansk eksperimentalfilm fra 1992 med instruktion og manuskript af Prami Larsen.

## Handling
To dansere - der øver en koreografi - transformeres til TV-signaler.